# Annitella lateroproducta
Annitella lateroproducta là một loài Trichoptera trong họ Limnephilidae. Chúng phân bố ở miền Cổ bắc.